# Stazione di Greystones
La Greystones railway station è una stazione ferroviaria situata a Greystones, nella contea di Wicklow, Irlanda. È il capolinea meridionale della linea Trans-Dublin della Dublin Area Rapid Transit. Prima dell'elettrificazione del tratto che portava a questa stazione, iniziato nel 1995, ultimato nel 1999 e aperto il 10 aprile 2000 il capolinea-sud della suddetta linea era la stazione di Bray Daly. Le altre linee che passano per la stazione sono il South Eastern Commuter e la Dublin-Rosslare line. La stazione, dotata anche di binari di raccordo, fu aperta 30 ottobre 1855.

## Servizi
- Bar
- Servizi igienici
- Capolinea autolinee
- Biglietteria a sportello
- Biglietteria self-service
- Distribuzione automatica cibi e bevande